# ایستگاه راه‌آهن تفلیس
ایستگاه راه‌آهن تفلیس (انگلیسی: Tbilisi Railway station) ایستگاه راه‌آهن شهر تفلیس، گرجستان است.
این ایستگاه که در سال ۱۸۷۲ تأسیس شده به خطوط راه‌آهن کشورهای جمهوری آذربایجان، ارمنستان و ترکیه متصل می‌باشد.

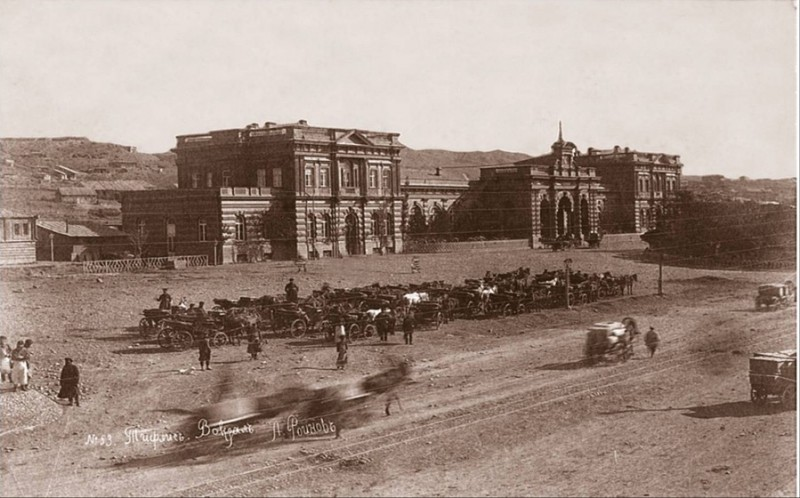
ایستگاه راه‌آهن تفلیس در دهه ۱۸۷۰ میلادی